# Star Wars: Battlefront
Star Wars: Battlefront is een computerspel waarmee veldslagen in het fictieve Star Wars-universum nagespeeld kunnen worden, in de stijl van Battlefield. Het spel kan als zowel first- en third-person shooter gespeeld worden.
Het spel werd ontwikkeld door Pandemic Studios en uitgebracht door LucasArts in september 2004, gelijktijdig met de dvd van de eerste Star Wars-filmtrilogie (deel IV - VI). Deze dvd bevatte ook een speelbare demoversie van Star Wars: Battlefront voor de Xbox.
In eerste instantie was het spel alleen beschikbaar voor PlayStation 2, Xbox en Windows, maar in 2005 werden ook versies uitgebracht voor Apple Macintosh en mobiele telefoons. Het programma BFBuilder kwam uit voor Windows in 2004 en maakt het mogelijk om nieuwe kaarten, eenheden en wapens aan te maken en toe te voegen aan het spel.
Het spel was een groot succes en werd het bestverkochte Star Wars-computerspel aller tijden. Het won een aantal prijzen, waaronder de prijs voor beste online-spel van de gaming-sites Game Revolution en Games Domain. Het tweede deel Star Wars: Battlefront II volgde in 2005, en een tweede vervolg, Star Wars Battlefront: Renegade Squadron, kwam uit in 2007. In 2015 kwam het vervolg Star Wars Battlefront uit, gevolgd door Star Wars Battlefront II in 2017.
De stemmen werden ingesproken door onder meer Temuera Morrison (die ook Jango Fett in de Star Wars-films speelde), Nick Jameson (tevens de stem van Palpatine in de animatieserie Star Wars: Clone Wars) en Tom Kane (tevens de stem van Yoda in Star Wars: Clone Wars en de stem van de jedi Vandar Tokare in de computerspelserie Star Wars: Knights of the Old Republic). Het spel bevat ook korte scènes uit films I, II, IV, V en VI, maar niet uit deel III, dat pas een jaar na Star Wars:Battlefront uitkwam.

## Beschrijving
Star Wars: Battlefront kan online gespeeld worden met maximaal 50 spelers in de Windows-versie en 16 in de Xbox-, PlayStation en Mac-versies. Het spel kan ook offline gespeeld worden en heeft een split screen-mogelijkheid waarmee twee spelers het offline tegen elkaar kunnen opnemen.
De speler kan kiezen tussen vier verschillende facties: het Galactisch Keizerrijk en de Rebellenalliantie uit de eerste trilogie (deel IV - VI) en de Galactische Republiek en de Separatisten uit de tweede filmtrilogie (deel I tot en met III). De facties kunnen alleen tegen hun tegenstander in de films spelen, dus de Republiek kan het alleen opnemen tegen de Separatisten en het Keizerrijk alleen tegen de Rebellenalliantie.
Binnen elke factie kan gekozen worden uit een aantal verschillende speelbare types soldaten en vechtrobots. Het spel heeft ook een aantal non-playable characters (NPC's), computergestuurde, niet-speelbare personages, waaronder Tusken Raiders, Jawa's en Ewoks. Daarnaast bezit elke factie een jedi die niet speelbaar is maar als NPC optreedt: Luke Skywalker, Darth Vader, Mace Windu en Graaf Dooku.
In Historical Campaign-modus moet de speler een aantal missies voltooien. De Galactic Conquest-modus geeft het spel een strategisch element: de speler moet het sterrenstelsel veroveren door alle battlefields te winnen. Daarnaast biedt het spel de mogelijkheid om individuele battlefields te spelen.
De speler kan zich te voet voortbewegen of gebruikmaken van een reeks verschillende voertuigen, ruimtevaartuigen en dieren, zoals de AT-AT, TIE Fighter, X-Wing en Tauntaun.

## Locaties
De battlefields in het spel bevinden zich op de volgende planeten:
- Bespin (twee battlefields: Cloud City en Bespin Platforms)
- Endor
- Geonosis
- Hoth
- Kamino
- Kashyyyk
- Naboo
- Rhen Var
- Tatooine (twee battlefields: Mos Eisley en Dune Sea)
- Yavin IV